# Трибуна (газета, Киев)
«Трибуна» — непартийная ежедневная газета, посвященная политической и социально-общественной жизни, выходила в Киеве с середины декабря 1918 до 3 февраля 1919 (тираж — 7—15 тысячи), с параллельным русскоязычным изданием «Столичный голос» (5—7 тыс.).
Издатель — Захар Биский, главный редактор А. Саликовский; среди сотрудников были С. Ефремов, А. Ковалевский, С. Петлюра, В. Саловский, Л. Старицкая-Черняховская, П. Стебницкий, Н. Суровцева.
Имела хорошо организованную сеть корреспондентов и в своё время была одним из лучших ежедневников.